# 楊廷傳
杨廷传（1843年—1895年），福建侯官人。清朝政治人物。
杨廷传为同治三年（1864年）举人，同治七年（1868年）进士。曾任户部江南司主事，因功升员外郎、郎中，转江南道监察御史。后出任甘肃甘州知府，加盐运使衔。以母老乞养，定居江苏仪征。闽浙总督卞宝第欣赏其才名，将其推荐给船政大臣裴荫森，担任船政提调，分管船政财务。
光绪十七年（1891年），为纪念船政缔造者左宗棠、沈葆桢，杨廷传请建左沈二公祠。朝廷无钱下拨，杨廷传提出“自筹经费，建立合祠”，获得批准。杨廷传亲自劝募，于次年建成“左沈二公祠”。杨廷传在职期间，建造轮船、船坞，马尾船政。新任闽逝总督谭钟麟奏请以杨廷传“总办船政”。光绪十九年（1893年），杨廷传称病致仕。光绪二十一年（1895年）正月暴病去世，葬于大龙山永宁公墓地。